# Raymond Felton
Raymond Bernard Felton Jr. (nascut el 26 de juny de 1984 a Marion, Carolina del Sud) és un exjugador de bàsquet professional estatunidenc que des del 2005 juga a l'NBA. Jugava a la posició de base.

## Trajectòria esportiva
Considerat un jugador novell de cinc estrelles per Scout.com, Felton va ser classificat com el base número 1 i el jugador número 3 de la seva classe de secundària l'any 2002.

### Universitat
Felton va assistir a la Universitat de Carolina del Nord a Chapel Hill on va aconseguir guanyar el campionat nacional de la NCAA el 2005 amb els North Carolina Tar Heels. Després de guanyar el títol, Felton es va declarar elegible per al Draft de l'NBA del 2005.

### Professional
Va ser seleccionat pels Charlotte Bobcats en la cinquena posició del Draft.
El 15 de juliol de 2012 va ser traspassat juntament amb Kurt Thomas als New York Knicks a canvi de Jared Jeffries, Dan Gadzuric, els drets de Georgios Printezis i Kostas Papanikolaou i una elecció de segona ronda del draft del 2016.
El 25 de juny de 2014, Felton al costat del pivot dels New York Knicks Tyson Chandler, van ser enviats als Dallas Mavericks a canvi de Shane Larkin, Wayne Ellington, José Calderón i dues seleccions de segona ronda al Draft de l'NBA de 2014
El 25 de juliol de 2016 va fitxar per Los Angeles Clippers.
El 10 de juliol de 2017, Felton signa per un any amb els Oklahoma City Thunder. Després d'una bona temporada renova per un any més.
L'any següent, Felton es va convertir en agent lliure, l'1 de juliol de 2019, i no va arribar a disputar la temporada 2019-20 amb cap equip.

## Vida personal
El nebot de Felton, Jalek Felton, va jugar breument amb els  North Carolina Tar Heels durant la temporada 2017-18, abans de ser suspès per l'escola el gener de 2018. IEl juliol del 2018, Jalek va signar pel club eslovè Petrol Olimpija.

## Estadístiques de la seva carrera a l'NBA

### Temporada regular
| Any     | Equip         | PJ  | PT  | MPP  | %TC  | %3P  | %TL  | RPP | APP | ROB | TPP | PPP  |
| ------- | ------------- | --- | --- | ---- | ---- | ---- | ---- | --- | --- | --- | --- | ---- |
| 2005-06 | Charlotte     | 80  | 54  | 30.1 | .391 | .358 | .725 | 3.4 | 5.6 | 1.2 | .1  | 11.9 |
| 2006-07 | Charlotte     | 78  | 75  | 36.3 | .384 | .330 | .797 | 3.5 | 7.0 | 1.5 | .1  | 14.0 |
| 2007-08 | Charlotte     | 79  | 79  | 37.6 | .413 | .280 | .800 | 3.0 | 7.4 | 1.2 | .1  | 14.4 |
| 2008-09 | Charlotte     | 82  | 81  | 37.6 | .408 | .285 | .805 | 3.8 | 6.7 | 1.5 | .3  | 14.2 |
| 2009-10 | Charlotte     | 80  | 80  | 33.0 | .459 | .385 | .763 | 3.6 | 5.6 | 1.5 | .3  | 12.1 |
| 2010-11 | Denver        | 21  | 0   | 31.6 | .431 | .459 | .617 | 3.6 | 6.5 | 1.3 | .0  | 11.5 |
| 2010-11 | New York      | 54  | 54  | 38.4 | .423 | .328 | .867 | 3.6 | 9.0 | 1.8 | .2  | 17.1 |
| 2011-12 | Portland      | 60  | 56  | 31.8 | .407 | .305 | .806 | 2.5 | 6.5 | 1.3 | .1  | 11.4 |
| 2012-13 | New York      | 68  | 68  | 34.0 | .427 | .360 | .789 | 2.9 | 5.5 | 1.3 | .2  | 13.9 |
| 2013-14 | New York      | 65  | 65  | 31.0 | .395 | .318 | .721 | 3.0 | 5.6 | 1.2 | .4  | 9.7  |
| 2014-15 | Dallas        | 5   | 0   | 3.1  | .444 | .000 | .000 | .2  | 1.0 | .2  | .0  | 1.6  |
| 2015-16 | Dallas        | 80  | 31  | 27.4 | .406 | .282 | .847 | 3.2 | 3.6 | .9  | .2  | 9.5  |
| 2016-17 | L.A. Clippers | 80  | 11  | 21.2 | .430 | .319 | .781 | 2.7 | 2.4 | .8  | .3  | 6.7  |
| 2017-18 | Oklahoma City | 82  | 2   | 16.6 | .406 | .352 | .818 | 1.9 | 2.5 | .6  | .2  | 6.9  |
| 2018-19 | Oklahoma City | 33  | 0   | 11.5 | .407 | .328 | .923 | 1.0 | 1.6 | .3  | .2  | 4.3  |
| Total   | Total         | 971 | 659 | 29.7 | .412 | .329 | .790 | 3.0 | 5.2 | 1.2 | .2  | 11.2 |

### Playoffs
| Any   | Equip         | PJ | PT | MPP  | %TC  | %3P  | %TL   | RPP | APP | ROB | TPP | PPP  |
| ----- | ------------- | -- | -- | ---- | ---- | ---- | ----- | --- | --- | --- | --- | ---- |
| 2010  | Charlotte     | 4  | 4  | 32.5 | .405 | .308 | .750  | 2.5 | 5.0 | .5  | .0  | 11.8 |
| 2011  | Denver        | 5  | 0  | 30.4 | .360 | .250 | .750  | 1.8 | 4.2 | 1.2 | .0  | 11.6 |
| 2013  | New York      | 12 | 12 | 37.8 | .444 | .321 | .667  | 3.4 | 4.7 | 1.7 | .4  | 14.1 |
| 2015  | Dallas        | 3  | 1  | 12.0 | .267 | .000 | 1.000 | 2.3 | 1.3 | .0  | .0  | 3.7  |
| 2016  | Dallas        | 5  | 4  | 34.4 | .464 | .286 | .636  | 4.6 | 4.6 | 1.2 | .0  | 15.0 |
| 2017  | L.A Clippers  | 7  | 0  | 18.1 | .469 | .444 | 1.000 | 1.4 | 1.4 | .9  | .0  | 5.6  |
| 2018  | Oklahoma City | 6  | 0  | 13.1 | .387 | .500 | .000  | 2.2 | 1.5 | .7  | .3  | 5.2  |
| Total | Total         | 42 | 21 | 27.4 | .424 | .327 | .716  | 2.7 | 3.4 | 1.0 | .2  | 10.2 |